# Marie Arnoštka z Windisch-Grätze
Marie Arnoštka ze Strassolda (německy Maria Ernestina von Strassoldo, Windisch-Graetz, 21. ledna 1695 – 2. července 1766) byla rakouská šlechtična z rodu Strassoldů provdaná z Windisch-Grätze.

## Život
Narodila se jako dcera Marcia Antonína ze Strassolda a jeho manželky hraběnky Aurory ze Strassoldo-Ranzana. Matka doprovázela českou královnu Alžbětu Kristýnu, manželku španělského krále Karla III. a pozdějšího císaře Karla VI. jako skutečná komorná královnu na dlouhé cestě přes Francii, Švýcarech a dalších zemích do Španěl. 
Brzy po svém návratu se dne 16. srpna 1714 provdala za hraběte Leopolda Viktorína z Windisch-Grätze. Narodil se jim syn Leopold Karel, který však 13. února 1746 zemřel ve věku 27 let  na neštovice, stejně tak jeho manželka Marie Antonie z Khevenhülleru († 17. ledna 1746) a rovněž tak jeho otec 19. prosince téhož roku. Proto po smrti jeho nejbližších příbuzných byl dne 20. prosince 1746 vydán císařský dekret, který Marii Arnoštku společně s přiděleným poradcem vládním radou svobodným pánem z Managetta pověřil poručnictvím za jejího osiřelého vnuka Josefa Mikuláše a odpovědností za jeho výchovu a vzdělání. 
Hospodaření svobodného pána z Managetty však nebylo šťastné, neboť za jeho správy byl majetek zatížen dluhy a téměř celý musel být rozprodán, s vájimkou panství St. Peter in der Au v Dolních Rakousích, které jediné zůstalo hraběti Josefu Mikulášovi. Ten později zbohatl druhým sňatkem a zakoupil rozsáhlá panství v Čechách. Do Čech pak natrvalo přesídlil a podnikl přestavby několika zámků (Tachov, Štěkeň, Ctěnice, Vintířov).
Marie Arnoštka zemřela 2. července 1766.